# Resolució 1084 del Consell de Seguretat de les Nacions Unides
La Resolució 1084 del Consell de Seguretat de les Nacions Unides, adoptada per unanimitat el 27 de novembre de 1996 després de reafirmar les resolucions prèvies sobre el Sàhara Occidental, el consell va debatre l'aplicació del Pla de Regularització i estendre el mandat de la Missió de Nacions Unides pel Referèndum al Sàhara Occidental (MINURSO) fins al 31 de maig de 1997.
Tant Marroc com el Polisario estaven compromesos amb el pla de Regularització de les Nacions Unides. Com a part del plan, les parts havien de respectar l'alto el foc i reiniciar discussions. Ambdues parts també tenen una visió del període posterior al referèndum. S'ha assenyalat la finalització de reduccions pel secretari general Boutros Boutros-Ghali a aspectes de la MINURSO.
El Consell de Seguretat va reiterar llur compromís de celebrar un referèndum lliure i just d'autodeterminació per al poble del Sàhara Occidental. Les parts han mostrat la seva bona voluntat per l'alliberament dels presos i cooperen amb l' Oficina de l'alt Comissionat de les Nacions Unides per als Refugiats per prosseguir la tasca humanitària. El secretari general ha estat requerit a continuar els seus esforços per resoldre el punt mort en la implementació del pla de les Nacions Unides i a informar abans del 28 de febrer de 1997 sobre la situació,incloent passos alternatius a prendre si no hi ha cap progrés. Es va sol·licitar un ajornament complet sobre l'aplicació de la resolució actual pel 9 de maig de 1997.